# Sint-Remigiuskerk (Alleur)

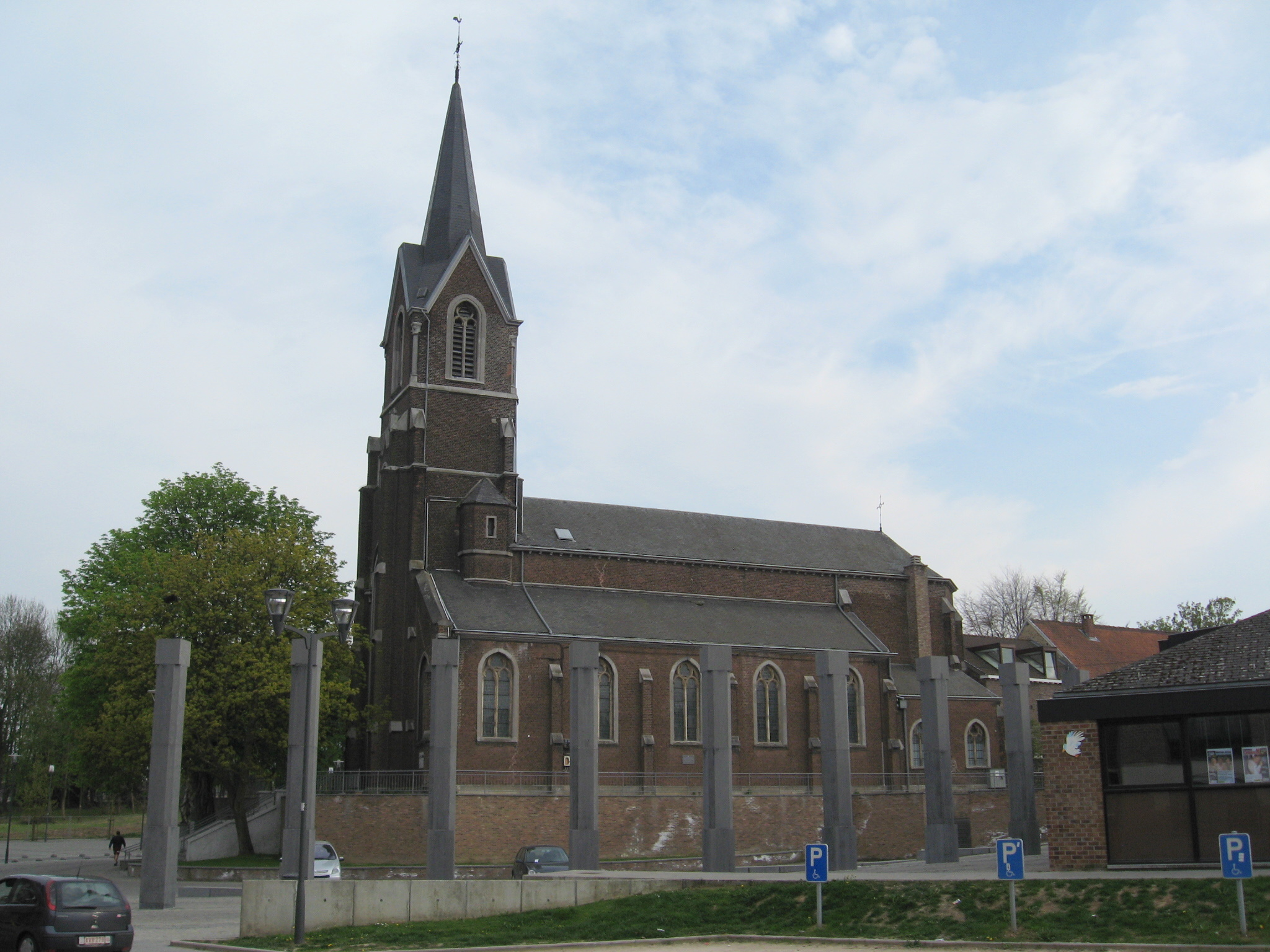
Sint-Remigiuskerk

De Sint-Remigiuskerk (Église Saint-Remy) is de parochiekerk van Alleur. Het is een driebeukig bakstenen kerkgebouw met ingebouwde toren, die voorzien is van vier topgevels.

## Geschiedenis
Reeds in de 7e eeuw zou er een kapel zijn in Alleur, die bediend werd vanuit de parochie van Xhendremael. Vanaf de 11e eeuw was er een rectoraat, maar Xhendremael bleef de moederkerk, en daar moesten de kinderen worden gedoopt. Pas begin 19e eeuw werd Alleur een zelfstandige parochie.
Op de plaats van de huidige kerk hebben meerdere opeenvolgende kerken gestaan, die steeds werden gebouwd op de resten van de voorganger, zodat de huidige kerk op een hoogte is komen te liggen.
In 1765 viel, tijdens een storm, de toren op de kerk. De precieze toedracht is niet meer bekend, maar in 1770 werd een nieuwe kerk ingewijd. Deze vertoonde gelijkenis met die van Loncin. Op een gegeven ogenblik werd deze kerk te klein bevonden en een nieuwe werd gebouwd, in neogotische stijl. Deze kwam in de tegenovergestelde richting van de voorganger te liggen en was ongeveer tweemaal zo groot.
In 1977 werd de kerk gemoderniseerd. Het koor werd vernieuwd en de 18e- en 19e-eeuwse beelden werden hierin geïntegreerd.